# Квир хетеросексуалност
Квир хетеросексуалност је хетеросексуална пракса или идентитет који се такође контроверзно назива квир. Тврди се да се „квир хетеросексуалност” састоји од хетеросексуалних, цисродних и алосексуалних особа које показују нетрадиционалне родне изразе или усвајају родне улоге које се разликују од хегемонијске мушкости и женствености у њиховој култури.
Концепт је први пут разматран средином 1990-их, критички у оквиру радикалног феминизма, а као позитивну идентификацију увео га је Клајд Смит (енгл. Clyde Smith) у раду представљеном на конференцији у Амстердаму 1997. године; године 2003, The Village Voice је објавио чланак под називом „The Queer Heterosexual” („Квир хетеросексуалац”), који су од тада цитирали други који користе овај термин.
Идеја да се било који хетеросексуалац може назвати „квир” је веома оспоравана. Неки у ЛГБТК+ заједници сматрају употребу термина „квир” од стране хетеросексуалних особа увредљивом апропријацијом, која укључује људе који не доживљавају опресију због своје сексуалне оријентације или родног идентитета, а присвајају аспекте квир идентитета који се доживљавају као „модерни” или привлачни, занемарујући истовремену опресију коју доживљавају они од којих присвајају. Трансродне особе (које се генерално сматрају квир) такође могу бити хетеросексуалне, иако се такве особе могу називати и трансхет.

## Феминистичка критика и квир теорија
Силија Кицингер и Су Вилкинсон (енгл. Celia Kitzinger and Sue Wilkinson) тврдиле су да је рехабилитација хетеросексуалности кроз „квир хетеросексуалност” као „концепт изведен из постмодернистичке и квир теорије” мањкава из перспективе радикалног феминизма. Признајући да се „квир хетеросексуалност” ретко детаљно истражује, оне објашњавају да је „појам 'квир хетеросексуалца' постао утемељен у квир теорији”, добијајући на значају не зато што су људи уверени да је то могуће или пожељно, већ „зато што је квир хетеросексуалност неопходна компонента 'џендерфаковања'” у терминима Џудит Батлер (енгл. Judith Butler). „Квир хетеросексуалност” се у пројекту именује као нешто што дестабилизује све такве категорије и креће се ка свету у којем категорије попут „хетеросексуалности” постају сувишне. Квир теорија је створена да би се разумели концепти рода изван бинарних категорија мушкарца и жене.
У раду из 2004. године, Анет Шлихтер (енгл. Annette Schlichter) описује дискурс о квир хетеросексуалности као тежњу ка „де- и могућој реконструкцији хетеросексуалне субјективности кроз тежњу стрејт аутора да се идентификују као квир”. У раду се излаже генеалогија квир хетеросексуалности, истичући да је „квир критика сексуалне нормативности истовремено везана за историју специфичних идентитета и посвећена дестабилизацији сексуалних идентитета — укључујући и оне који су постали хегемонијски”, док „критичари забринути за питања лезбијске видљивости и различитости повремено подижу авет квир хетеросексуалца ... као показатељ перверзије друштвених и политичких идентитета и њихових односа са моћи у квир пројекту.” Остављајући по страни питање да ли је идеја хомосексуалне заразе нужно хомофобична, Гај Дејвидсон (енгл. Guy Davidson) користи чланак из Village Voice као пример како идеја квир субверзије хетеросексуалности може имати „политички позитивне импликације”, посебно у вези са писањем Тристан Таормино о слављењу квировања хетеросексуалних сексуалних пракси од стране ЛГБТ покрета, што је довело до стварања „квир хетеросексуалца”.
У књизи Straight writ queer, аутори признају да квир хетеросексуалац тек почиње да излази из ормара, настојећи да у књизи „идентификују и аутују квир хетеросексуалца” у историјској и савременој књижевности и да идентификују „суштински квир хетеросексуалне праксе” које критикују хетеронормативност и отварају могућности за будућност. Примери у књизи укључују анхорите, Маркиз де Сад и Алџернон Чарлс Свинберн као примере квир хетеросексуалаца. „Мушки мазохизам одбацује мушкост засновану на фаличном господарењу, и стога постаје стратешко место за квир хетеросексуални отпор хетеронормативности”.
У раду из 2018. године, Хедер Брук (енгл. Heather Brook) пореди како је термин „истополни брак” слично оксиморонски као „квир хетеросексуалност”. Оба термина изазивају и повезују се са есенцијалистичким схватањима хетеросексуалности. Међутим, док „истополни брак” има за циљ да стекне друштвени капитал из нормативности хетеросексуалног брака, „квир хетеросексуалност” се ослања на флуидност квира. Брук описује како оба термина изазивају страх од апропријације и пежорације родног схватања друштвених институција. Конкретно, када стрејт људи користе реч „квир”, термин који је повратила заједница коју сада описује, да би описали своју хетеросексуалност, то „исправља” реч у друштвеној свести. Брук поставља тезу да квир хетеросексуалност приморава на истраживање како се хетеронормативне институције попут брака могу дефинисати изван бинарних опозиција као што су „хетеро и хомо; мушкарци и жене; квир и стрејт”.
У књизи Queering heterosexuality, Сандра Јепесен (енгл. Sandra Jeppesen) прави разлику између хетеросексуалних појединаца и хетеросексуалне културе. Она сугерише да би хетеросексуално идентификовани појединци могли да желе да се придруже или опонашају квир културу како би избегли опресију хетеросексуалне културе. Она тврди да квир култура има вредне лекције којима може научити хетеросексуалне појединце. Међутим, она тврди да би размена требало да буде само једносмерна: хетеросексуални простори би могли имати користи од квировања, али квир простори не би требало да постану хетеросексуалнији. Такође напомиње да трансродне и родно разнолике особе могу неко време живети као хомосексуалци, да би тек касније прошле кроз транзицију и постале хетеросексуалне. Такође истиче да многи квир парови могу бити погрешно идентификовани као хетеросексуални, иако то нису. Она тврди да „квировање хетеросексуалности” захтева уклањање елемената хетеросексуалне културе као што је хетеронормативност.

## Испитивање мушкости
Године 2005, Роберт Хизли (енгл. Robert Heasley) истраживао је квир хетеросексуалност међу групом мушкараца које идентификује као „стрејт-квир мушкарце”. Према Хизлију, ови мушкарци су самоидентификовани хетеросексуалци којима нису пријатни друштвени простори којима доминирају традиционално мушке личности. Хизли верује да се недостатак разумевања мушкости може решити стварањем терминологије за описивање нехегемонијског мушког понашања. Он наводи озбиљно расправљање о хомосексуалности, држање или мажење, држање за руке, женствено облачење и изражавање емоционалне отворености међу понашањима која показују стрејт-квир мушкарци.
Мушкарци који су анкетирани о свом „углавном стрејт” понашању навели су различите разлоге за ову самоидентификацију: неки су се осећали спутано традиционалним моделима рода и сексуалне оријентације, док су другима мушкарци били привлачни. Неки су имали мало сексуалног интересовања за мушкарце, али без жеље за романтичним истополним везама или сексуалним односом, док су други осећали романтично, али не и сексуално интересовање за друге мушкарце.

## Контроверзе
Пошто се „квир” генерално дефинише или као синоним за ЛГБТ, или као „нехетеросексуално”, термин „квир хетеросексуалац” сматра се контроверзним. Неки ЛГБТ људи не одобравају апропријацију термина „квир” од стране цисродних хетеросексуалних појединаца, пошто је термин коришћен као погрдан израз за угњетавање ЛГБТ особа. Стрејт познате личности које се самоидентификују као квир такође су се суочиле са негативним реакцијама, при чему неки тврде да њихови идентитети представљају „играње” са „модерним” деловима припадности ЛГБТ заједници, без потребе да трпе последичну опресију због тога, чиме се тривијализују борбе које доживљавају квир особе.
За некога ко је хомосексуалац и квир, када се стрејт особа идентификује као квир, то може деловати као да бира да присвоји добре делове, културни и политички cachet, одећу и звук геј културе, без урнебесне забаве геј-бешинга, тинејџерског стида, стида у одраслом добу, стида-стида и интернализоване хомофобије проживљеног геј искуства.
Критичари термина пореде употребу „квир хетеросексуалца” са апропријацијом коју су чиниле познате личности попут Мадоне, која је користила воуг плес — стил и поткултуру која потиче од геј мушкараца, посебно афроамеричких и латиноамеричких геј мушкараца — у својим наступима, профитирајући од његове употребе док творци стила нису. Данијел Харис (енгл. Daniel Harris), аутор књиге The Rise and Fall of Gay Culture, рекао је да људи који себе називају „квир хетеросексуалцима” „имају утисак да раде нешто храбро. [...] Помало ми је мука што би стрејт мушкарци користили те (термине)”.
Геј рецензент Џејмисон Фицпатрик (енгл. Jameson Fitzpatrick) рекао је о књизи Џејмса Франка (енгл. James Franco), Straight James / Gay James:
Верујем да је тешко бити стрејт, цисродна особа коју не заваравају темељне фикције хетеро- и циснормативних структура моћи и која не жели да их одржава — осим што верујем да та тешкоћа не може бити већа од различитих видова насиља са којима се многе квир особе и данас суочавају. Ово би могло бити кључно за проблем који опстаје у Франковом присвајању квира и онога што толико иритира многе геј мушкарце: недостатак перспективе.
Фицпатрик је рекао да познаје много људи који би се могли квалификовати као квир хетеросексуалци, али никога ко би користио ту етикету за себе, и никога ко би „парадирао својом привилегијом” као што је, по Фицпатриковом мишљењу, Франко чинио у својој књизи. Расправа Ентонија Мола (енгл. Anthony Moll) о Франку и квир хетеросексуалности одбацује идеју да је Франкова уметност квир: „Од концепта интервјуа између његовог стрејт и геј себе, до његовог неспретног покушаја да расправља о квир хетеросексуалности, Франко делује као почетник у квир теорији који говори о занимљивим, али на крају недовршеним идејама”.